# Tourisme en Macédoine du Nord

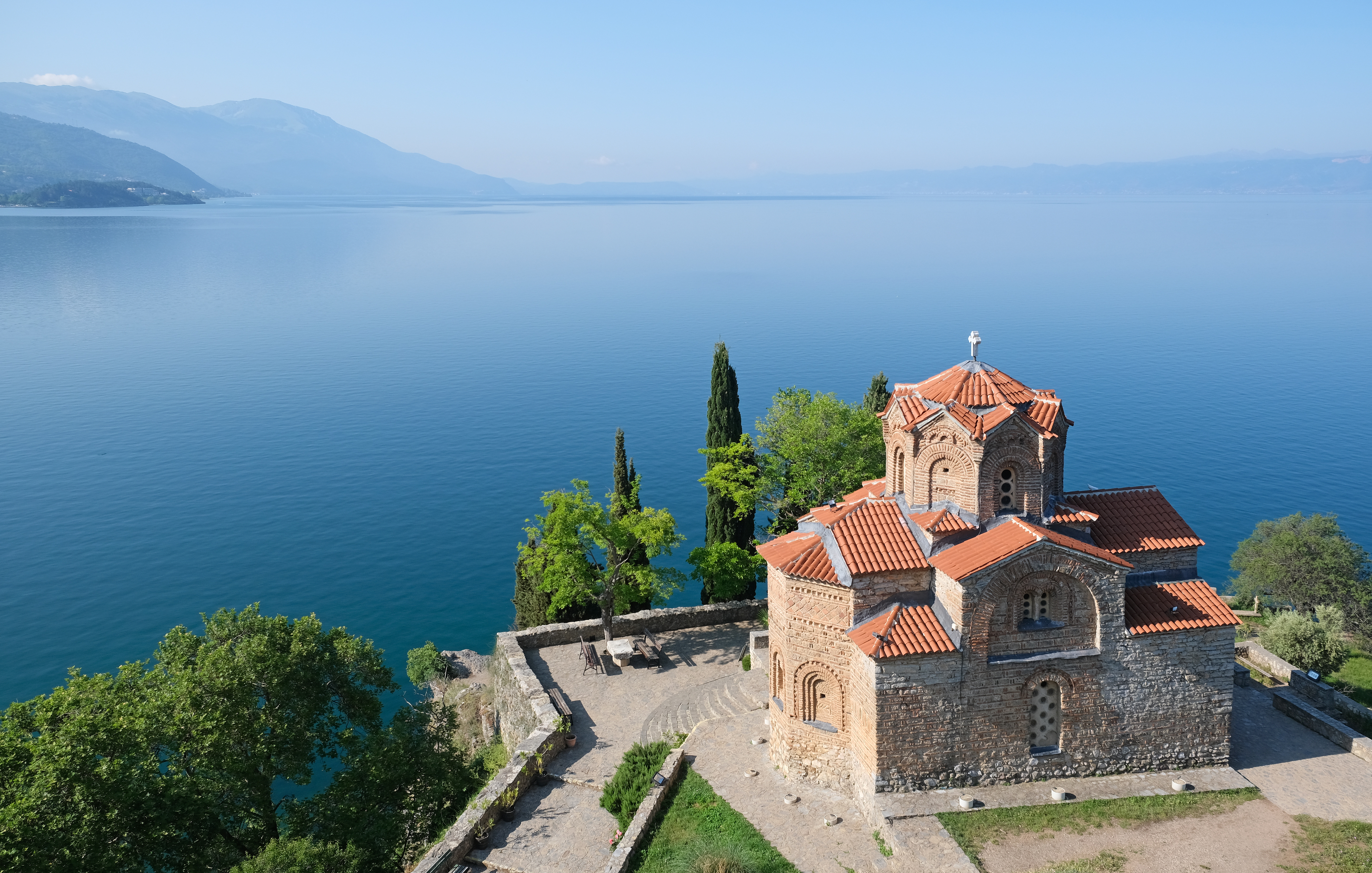
L'église Saint-Jean de Kaneo et le lac d'Ohrid, symboles touristiques macédoniens.

Le tourisme en Macédoine du Nord est encore faible bien qu'en développement. La Macédoine du Nord possède de nombreuses richesses naturelles et culturelles et lance régulièrement des campagnes de promotion. De 1997 à 2008, le chiffre d'affaires des hôtels et des restaurants a augmenté en moyenne de 4,64 % par an. Le nombre de visiteurs étrangers augmente lui aussi constamment, par exemple de 14,6 % en 2011. Cette année-là, le pays a accueilli presque 262 000 touristes étrangers, surtout venus des pays voisins comme la Grèce, la Serbie et l'Albanie, mais aussi des pays d'Europe occidentale et des États-Unis.
La Macédoine du Nord entreprend depuis plusieurs années des opérations d'amélioration de ses infrastructures, notamment en rénovant ses deux aéroports internationaux, situés à Skopje et Ohrid et en réaménageant les centres-villes des principales agglomérations, l'exemple le plus marquant étant Skopje 2014, opération d'urbanisme qui vise par exemple la création de musées et d'hôtels.

## Chiffres

### Nombre de touristes
L'Office national des Statistiques enregistre deux indicateurs : les arrivées de touristes et les nuits passées en établissement de tourisme. Les données sont fournies par ces établissements à l'aide de leur registre. Le terme « touriste » désigne toute personne passant au moins une nuit hors de son lieu de résidence, quel que soit son motif de visite (détente, sport, culture, santé, affaires...).
À l'époque de la Yougoslavie socialiste, la république socialiste de Macédoine a connu un essor touristique important. Entre 1959 et 1989, le nombre d'arrivées est passé de 287 488 à 1 032 072, et celui de nuitées de 770 118 à 3 522 747. En 1987, année record, la Macédoine a enregistré 1 183 160 arrivées et 3 978 028 nuitées. Elle était néanmoins l'une des républiques yougoslaves les moins touristiques. La Croatie, moteur de l'économie touristique yougoslave, avait ainsi reçu plus de dix millions de visiteurs en 1985.
Les années 1990 ont été une période de récession non seulement pour le tourisme mais pour toute l'économie macédonienne. La décennie est marquée par les Guerres de Yougoslavie et le passage à l'économie de marché. La république de Macédoine, indépendante en 1991, est soumise à un blocus grec jusqu'en 1995. Ce blocus, décidé pour des questions touchant le nom de Macédoine, isole largement le pays. Le nombre d'arrivées touristiques chute de moitié par rapport aux années 1980 et descend à un minimum de 451 871 en 1997. En 2001, ce chiffre descend encore, jusqu'à 333 308, à cause de l'insurrection albanaise qui précipite le pays au bord de la guerre civile.
Depuis les années 2000, le nombre de touristes est reparti à la hausse. 816 067 arrivées touristiques ont ainsi été rencensées en 2015, soit plus du double que les chiffres du début des années 2000.
Nombre d'arrivées de touristes de 1970 à 2015 :

### Origine des touristes
En 2014, les touristes étrangers ont représenté 58 % des arrivées touristiques, et les visiteurs macédoniens 42 %. Le nombre de visiteurs macédoniens stagne au fil des ans, et ce sont les étrangers qui sont responsables de la hausse du nombre total d'arrivées. Leur part a grandement augmenté depuis les années 2000 : en 2002, ils ne représentaient que 29 % des arrivées. Leur part dans le nombre de nuitées augmente aussi mais reste assez faible : 15 % en 2002 puis 42 % en 2014.
Provenance des touristes étrangers en 2015 :
- Turquie : 90 857 (18,7 %)
- Serbie : 43 613 (8,9 %)
- Grèce : 38 829 (7,9 %)
- Pays-Bas : 32 217 (6,6 %)
- Bulgarie : 29 314 (6,0 %)
- Albanie : 18 493 (3,8 %)
- Allemagne : 17 939 (3,6 %)
- Pologne : 17 054 (3,5 %)
- Croatie : 15 135 (3,1 %)
- Kosovo : 13 950 (2,8 %)
- Italie : 12 444 (2,5 %)
- Slovénie : 11 463 (2,3 %)
- États-Unis : 10 186 (2,0 %)

Autres pays :
- Reste de l'Europe : 92 193 (18,9 %)
- Asie : 27 215 (5,6 %)
- Océanie : 7 307 (1,5 %)
- Reste des Amériques : 5 215 (1,0 %)
- Afrique : 907 (0,1 %)

## Destinations

### Villes
La capitale touristique du pays est Ohrid, petite ville riche en architecture médiévale classée au Patrimoine mondial et située sur les rives du lac du même nom. Ce lac compense par ses nombreuses plages et ses ports de plaisance l'absence de littoral. Skopje, la capitale politique et économique, a perdu l'essentiel de son patrimoine lors du tremblement de terre de 1963 mais conserve son vieux bazar avec des hammams et des mosquées, ainsi qu'une forteresse. La ville de Bitola est quant à elle réputée pour son architecture du XIXe siècle et ses nombreux consulats, ouverts lorsque la ville était ottomane. Les petites villes de Štip, Veles, Kratovo et de Kruševo sont d'autres petites attractions touristiques pour leur pittoresque. Tetovo, majoritairement peuplée d'Albanais de Macédoine, est connue pour sa mosquée peinte, chef-d'œuvre de l'architecture ottomane.
La ville de Skopje organise de nombreux événements culturels, comme des festivals de jazz et d'opéra, et compte les grands musées macédoniens, comme le musée d'art contemporain de Skopje ou encore le musée de Macédoine. Bitola organise quant à elle le festival international du film des frères Manaki et Struga les plus grandes rencontres de poésie du monde.

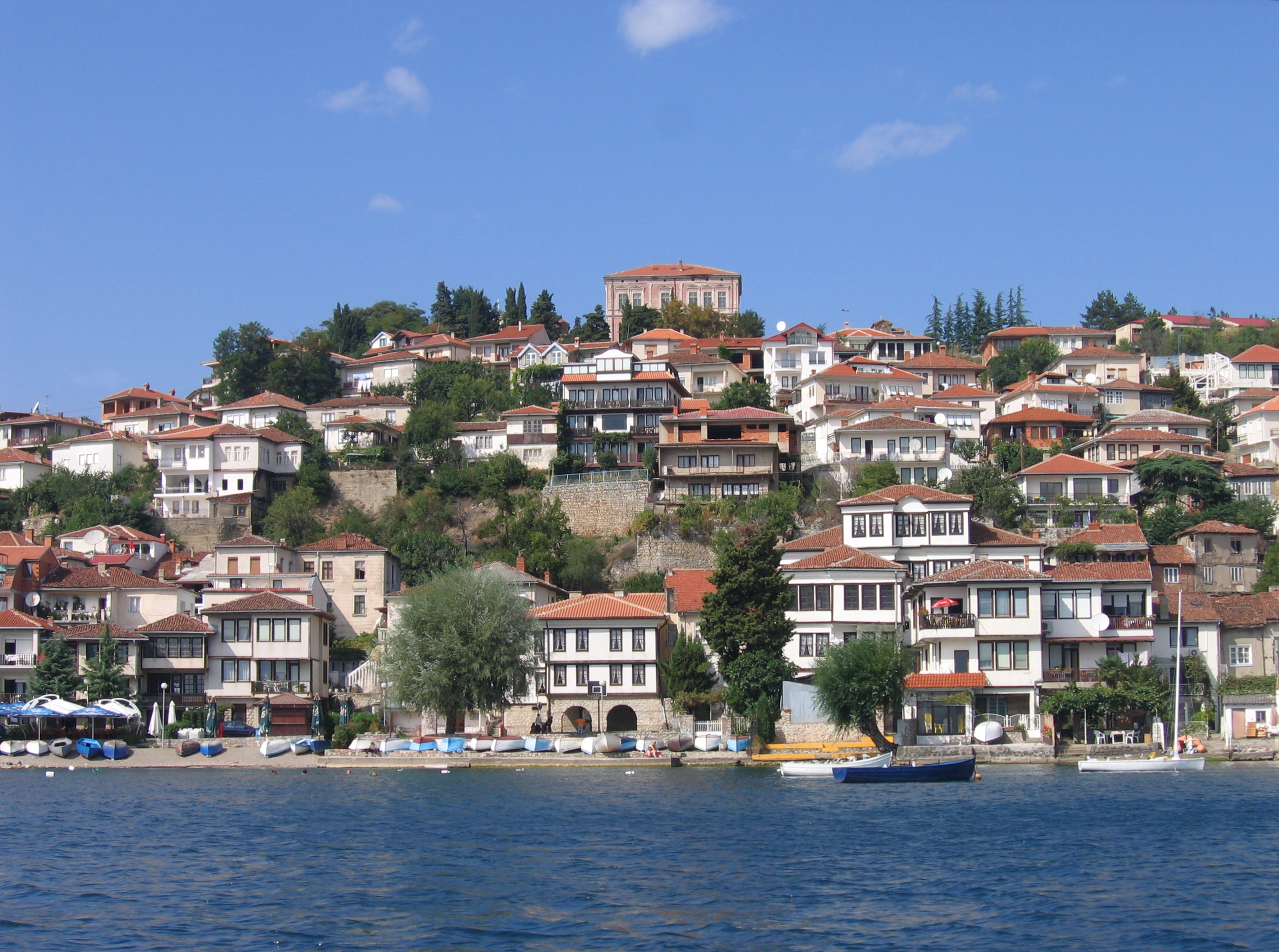
Ohrid et son lac.
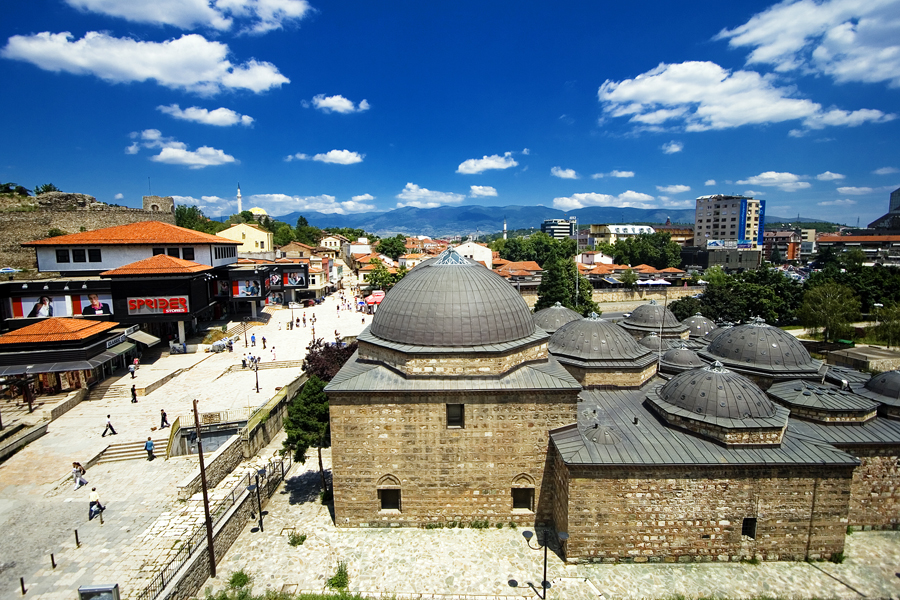
Le vieux bazar de Skopje.
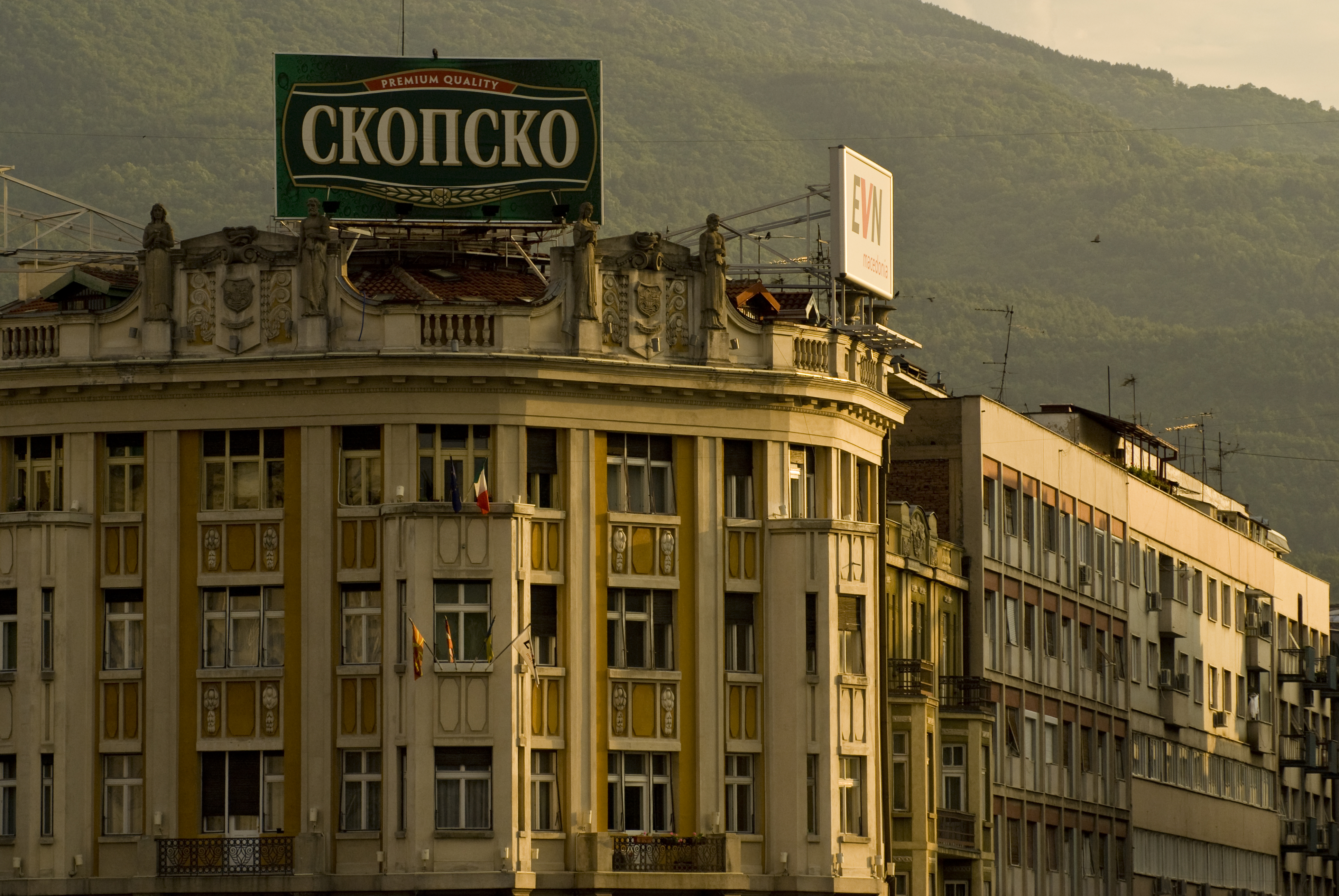
Architecture des années 1920 à Skopje.
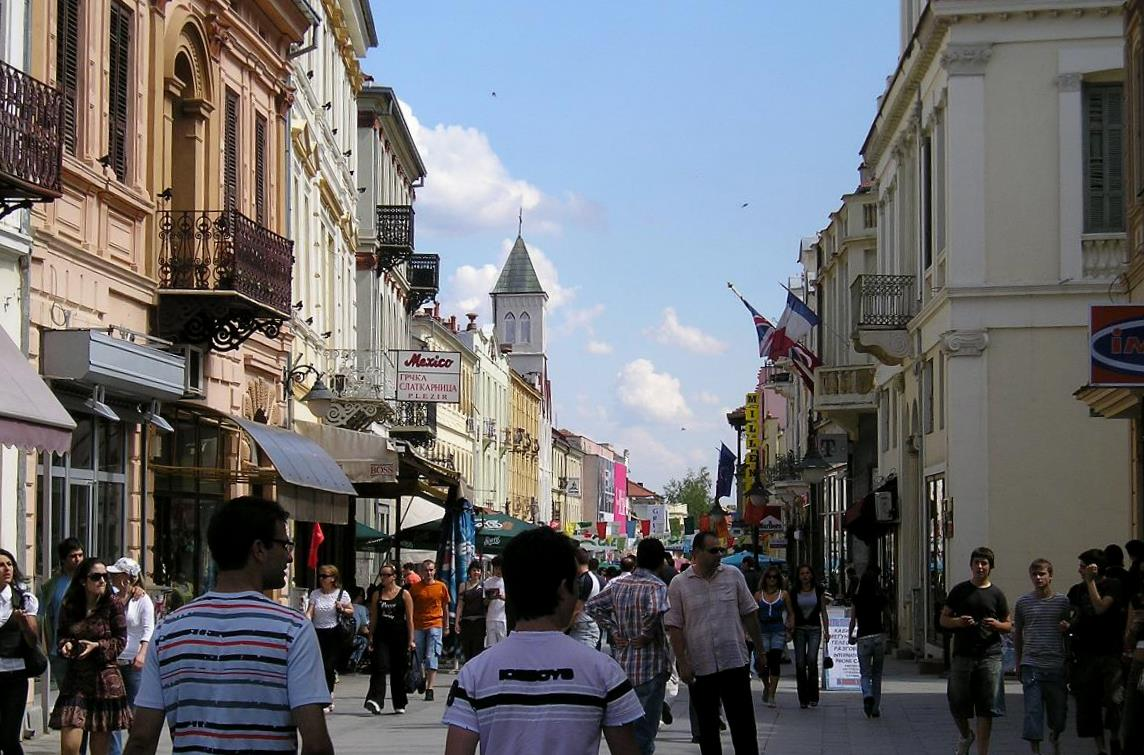
La rue principale de Bitola.
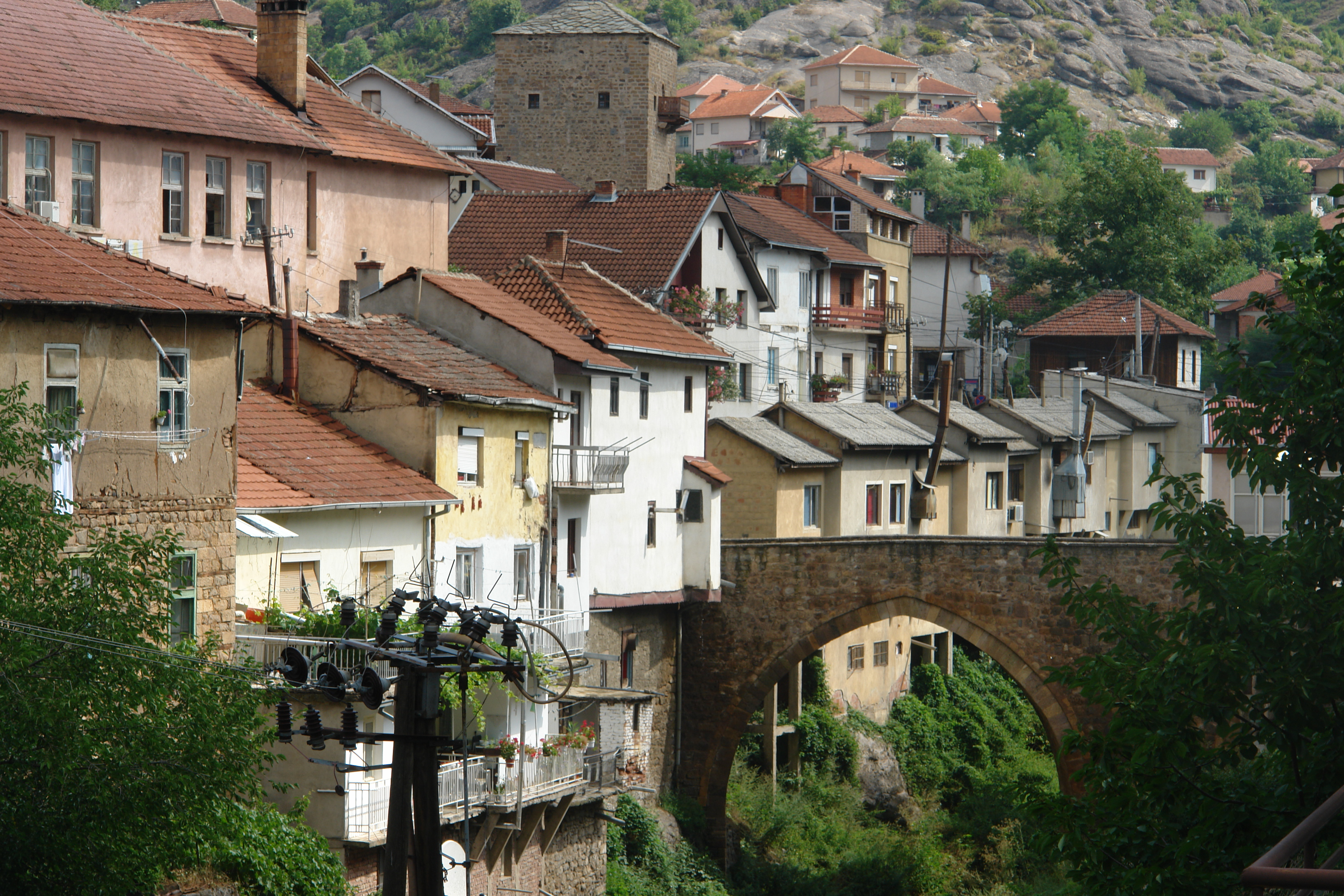
La vieille-ville de Kratovo.
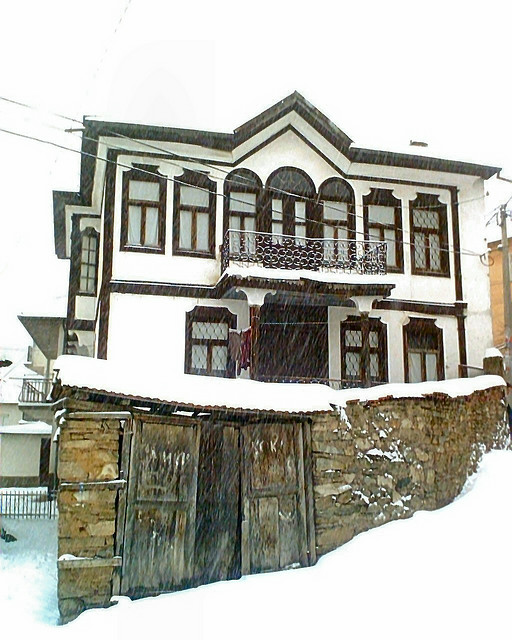
Une maison traditionnelle à Kruševo.

### Sites archéologiques
La Macédoine du Nord compte plusieurs sites archéologiques d'exception, comme celui de Tumba Madžari, un village du Néolithique situé dans la banlieue de Skopje, la grotte ornée de Cocev Kamen ou encore l'observatoire mégalithique de Kokino, classé par la Nasa comme le quatrième plus vieux au monde, après Abou Simbel, Stonehenge et Angkor Wat. Le pays compte également quelques vestiges antiques, comme les villes de Stobi, Scupi, Tauresium et Heraclea Lyncestis, qui gardent des ruines de villas, de thermes, de théâtre ou de basiliques paléochrétiennes. La forteresse de Vinica et les Tours de Marko sont d'autres sites archéologiques massifs occupés pendant de longues périodes.

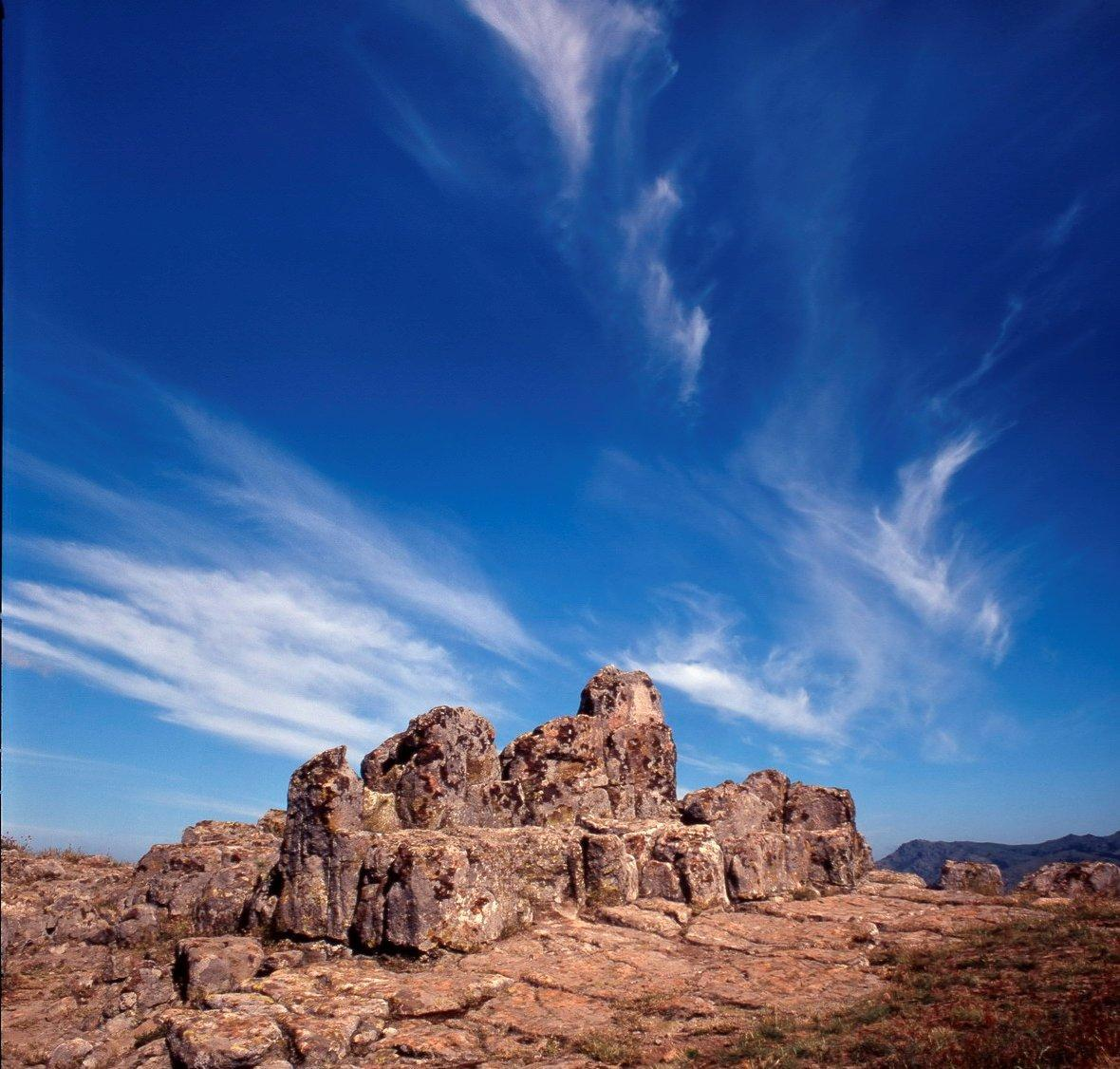
L'observatoire mégalithique de Kokino.
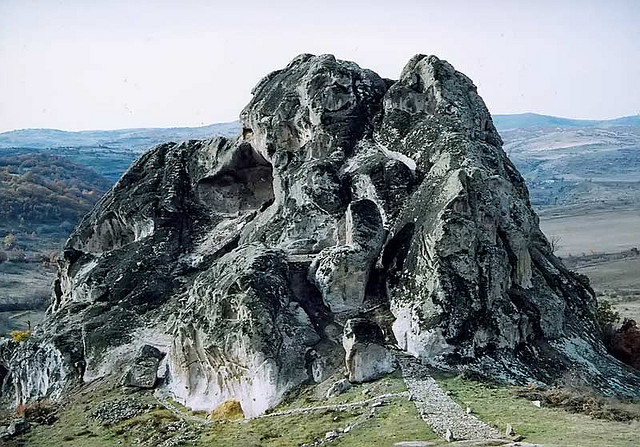
Le site préhistorique de Cocev Kamen.
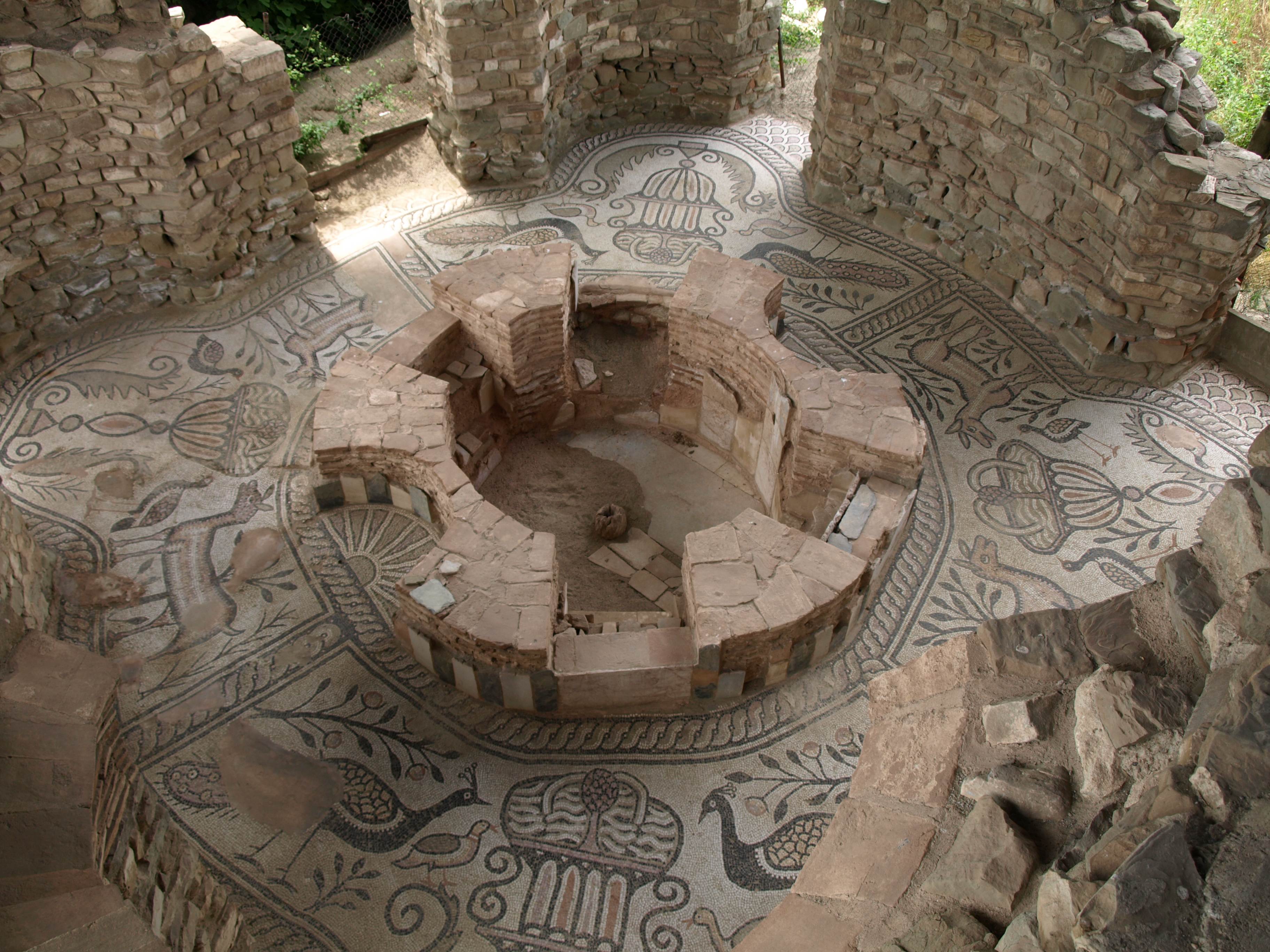
Le baptistère de Stobi.
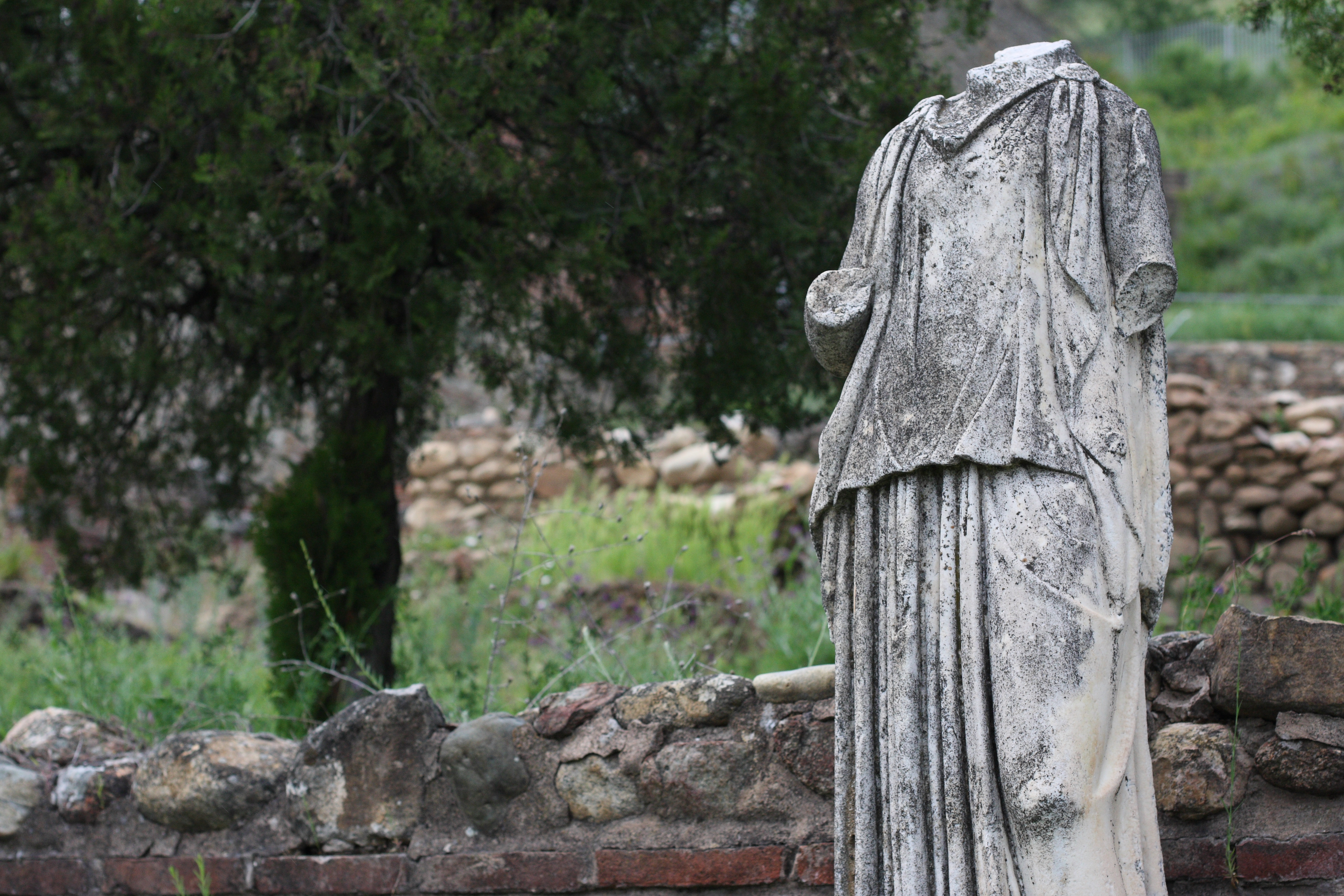
Heraclea Lyncestis.
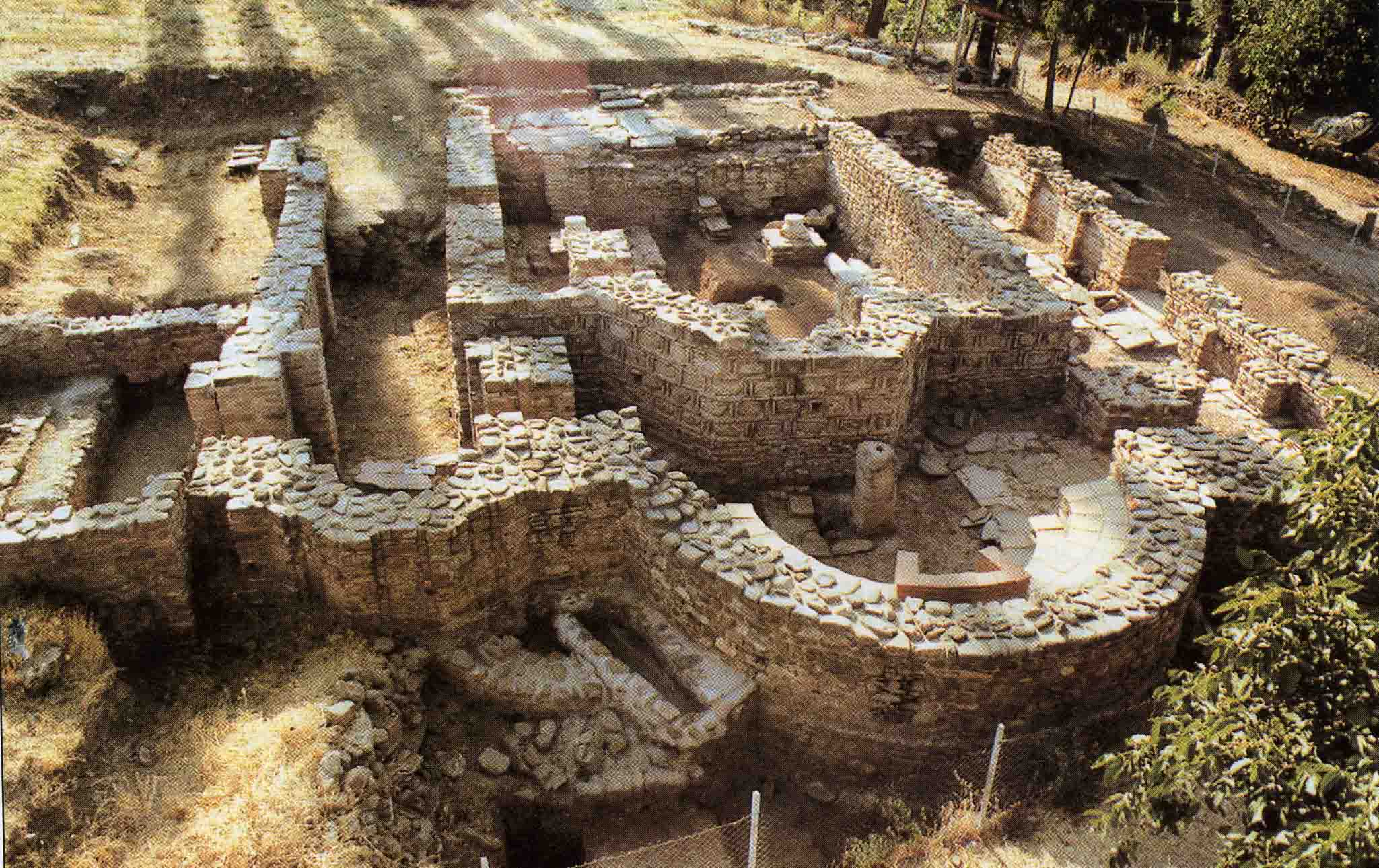
Ruines d'une basilique byzantine à Morodvis.
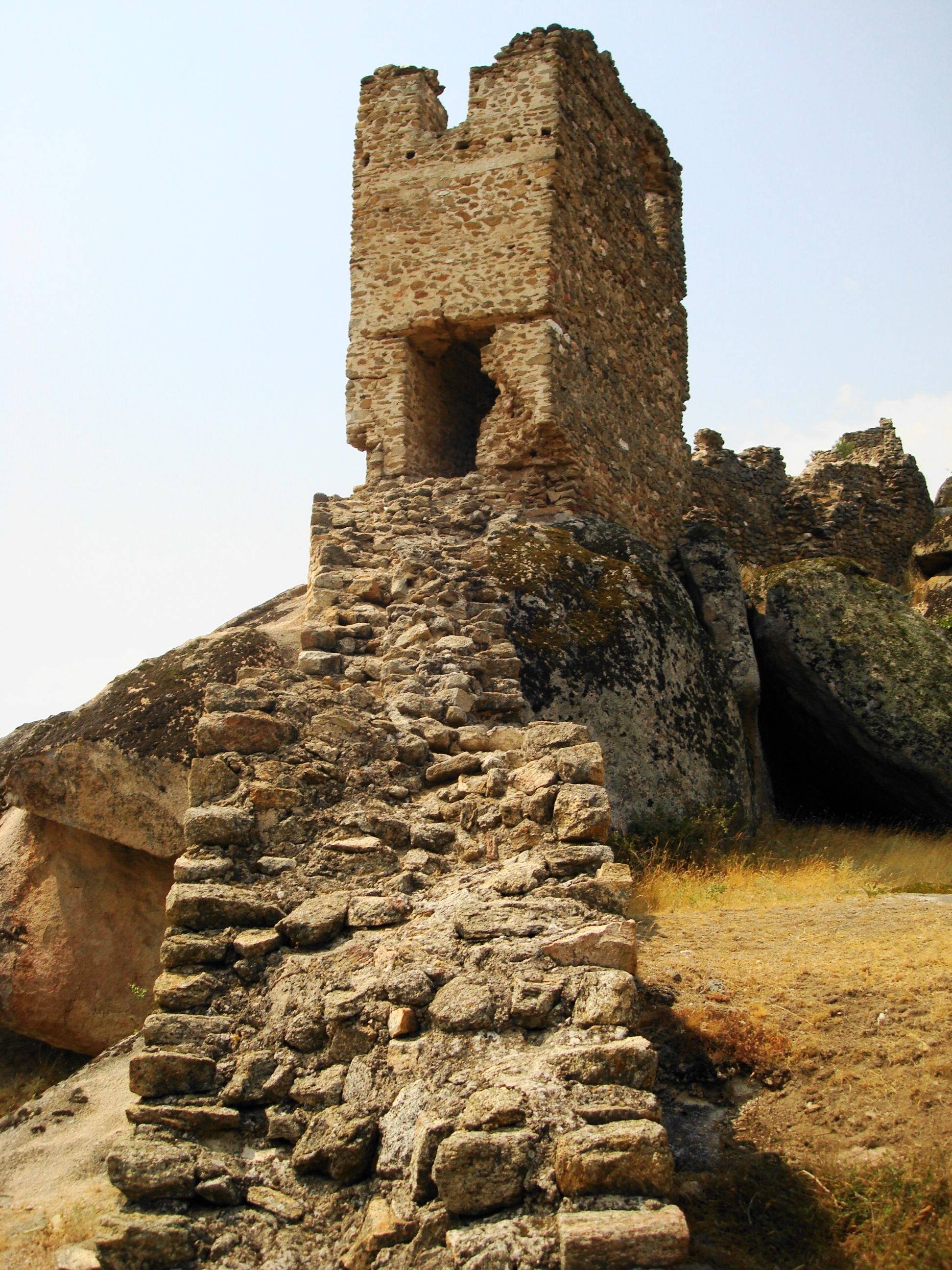
Les Tours de Marko au-dessus de Prilep.

### Tourisme rural

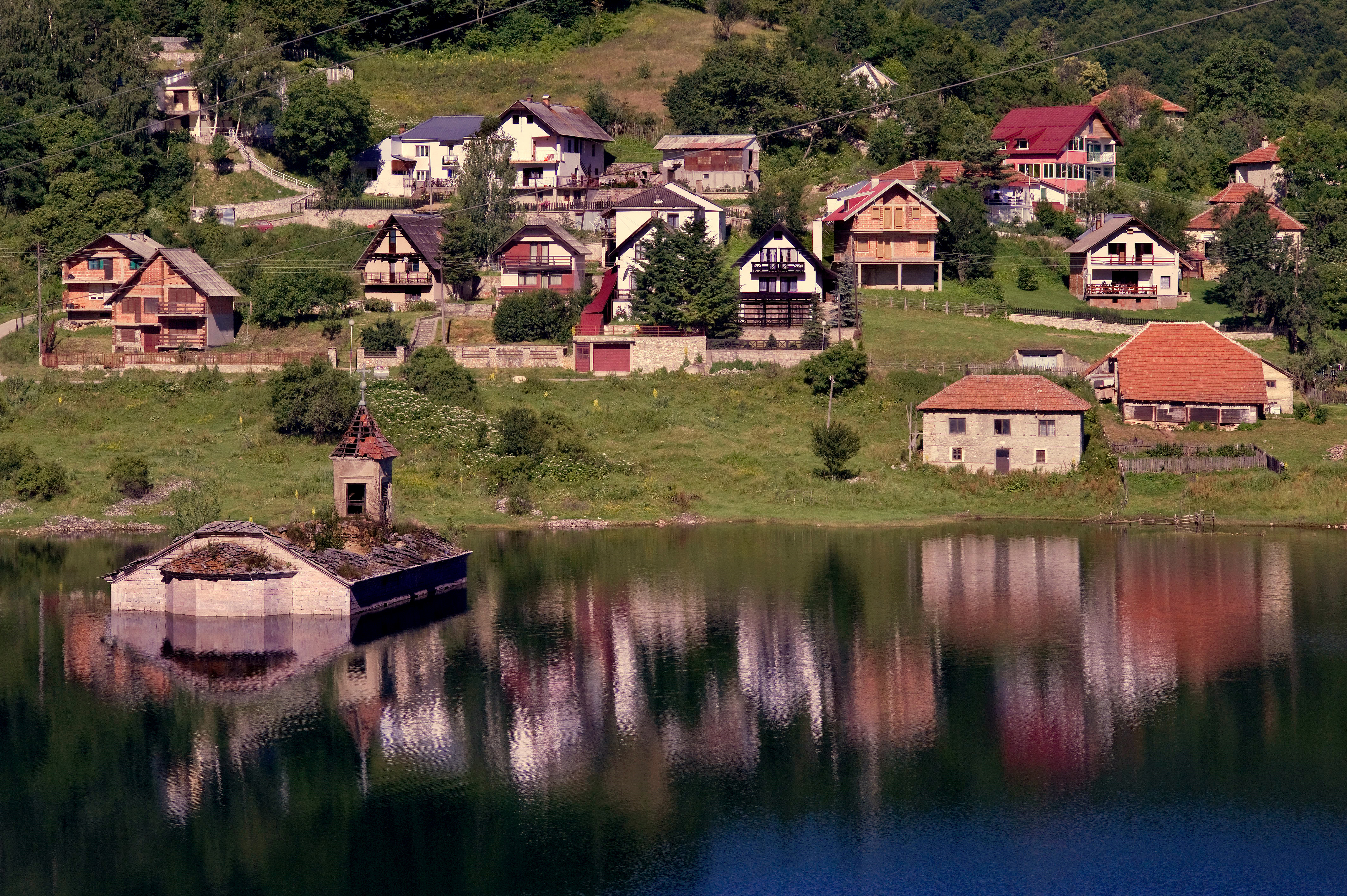
Le village de Mavrovo en été.

La Macédoine possède trois parcs nationaux, Mavrovo, Galičica et Pelister. Ils mettent en valeur les richesses naturelles du pays et son caractère montagneux. La Macédoine du Nord compte en effet de nombreux massifs, comme le Kožuf, le mont Korab, la Plačkovica ou encore la Jakupica. Ces espaces sont riches en animaux sauvages, comme le loup, le cerf, le lynx et l'ours et en espèces végétales endémiques, comme le pin de Macédoine.
Le pays compte aussi une cinquantaine de lacs, comme ceux d'Ohrid, de Prespa et de Dojran, d'origine naturelle. Celui d'Ohrid, classé au Patrimoine mondial est le lac le plus vieux et le plus profond d'Europe. Il y a aussi beaucoup de lacs artificiels, comme le lac du Tikveš, celui de Matka et de Kalimanci.
On trouve un grand nombre de villages traditionnels dans les montagnes macédoniennes. Certains encouragent le tourisme et organisent des activités folkloriques ou ouvrent des musées, comme Galitchnik, connu pour son architecture et son artisanat.
Le tourisme rural macédonien peut également s'appuyer sur l'activité viticole, de plus en plus reconnue au niveau international et surtout active dans la région du Tikveš, autour des villes de Kavadarci et de Negotino.

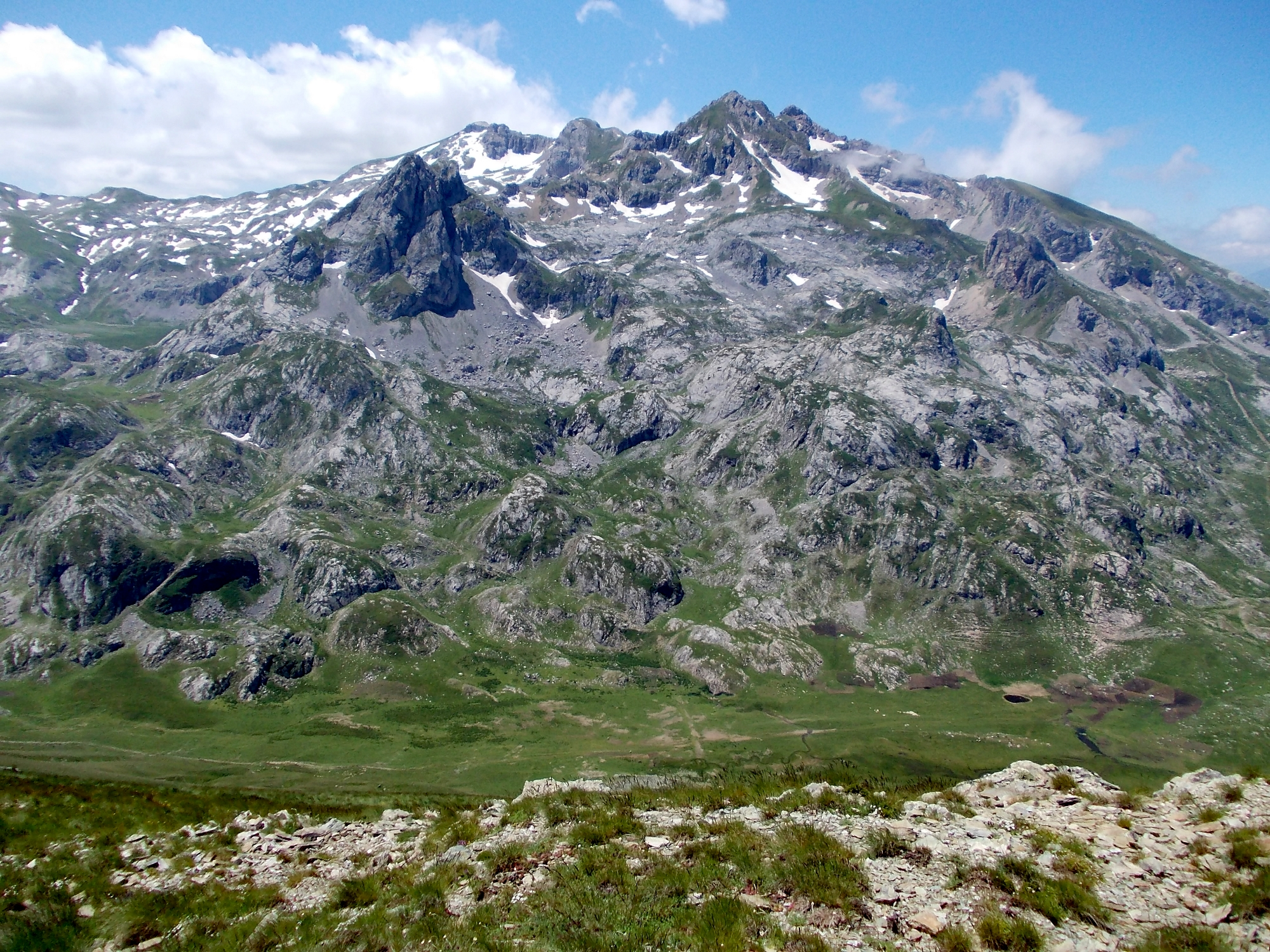
Le mont Korab.
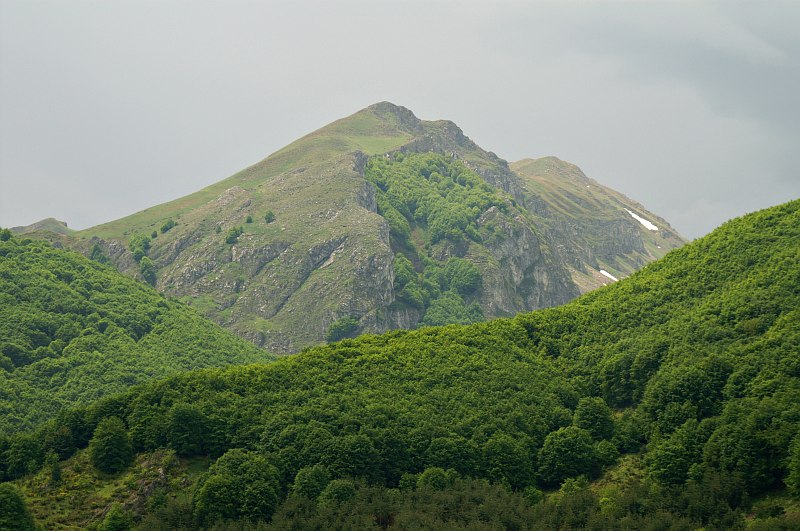
Le sommet de la Jablanica.
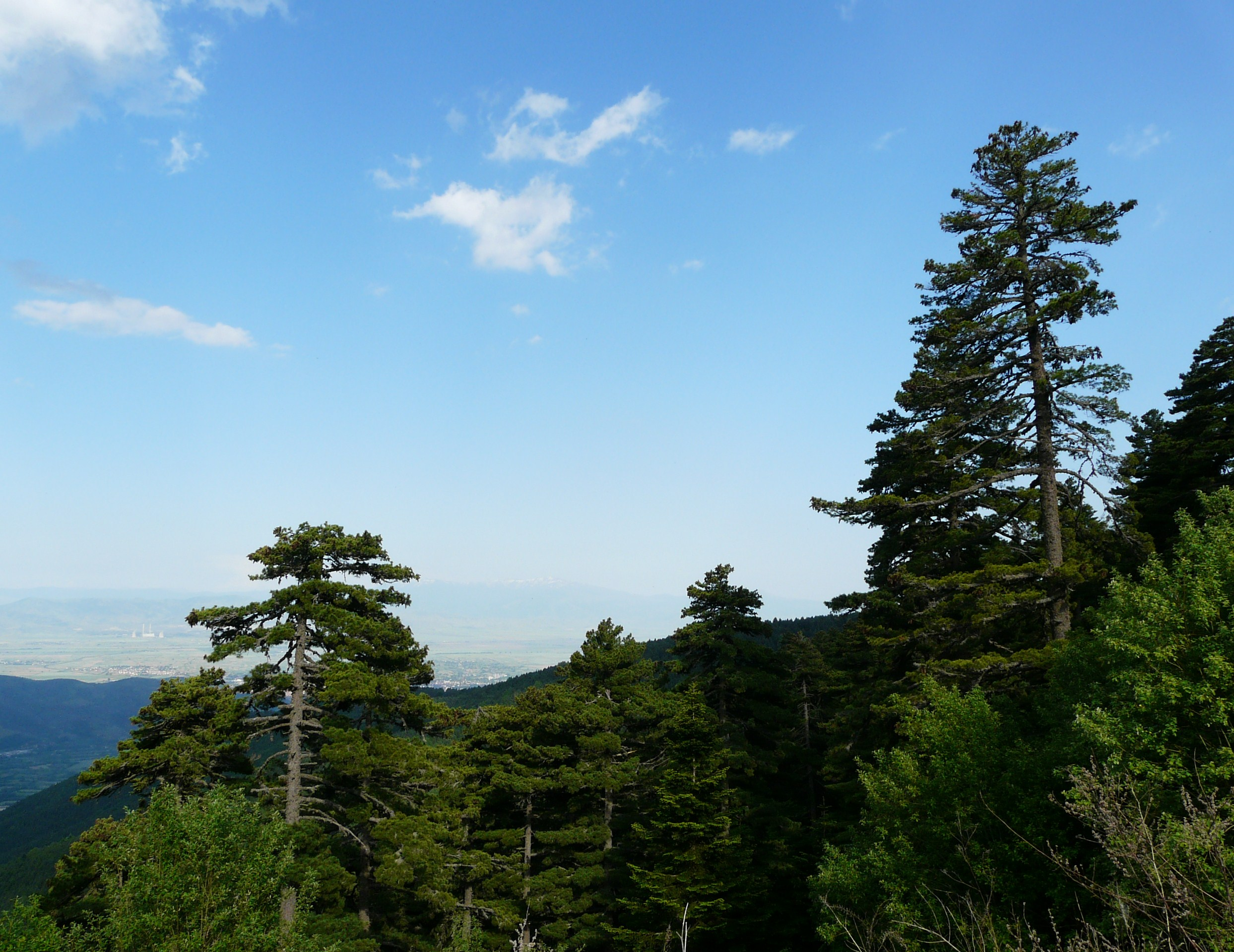
Pins de Macédoine dans le parc national du Pelister.
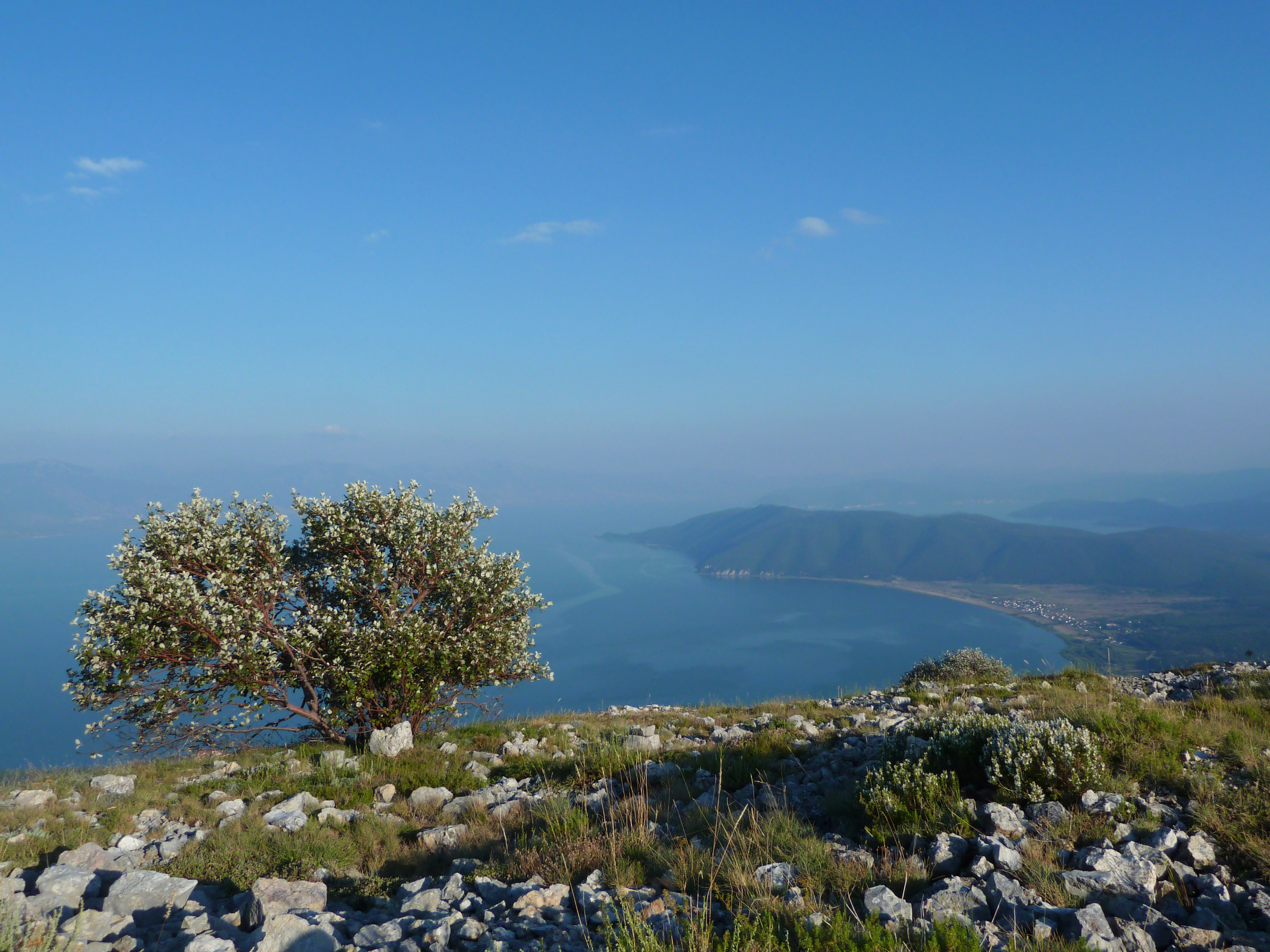
Le lac Prespa.
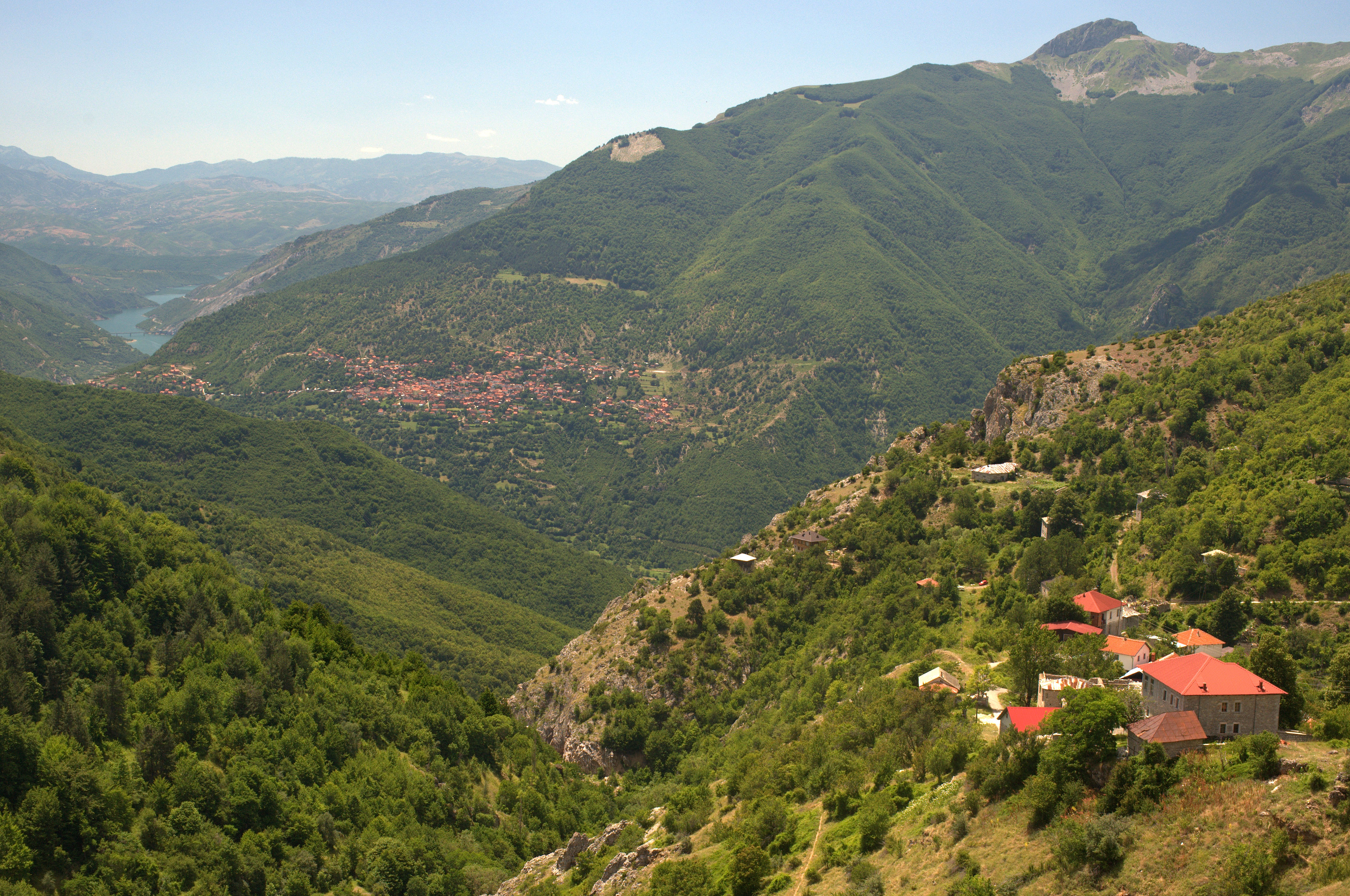
Le village de Galitchnik.
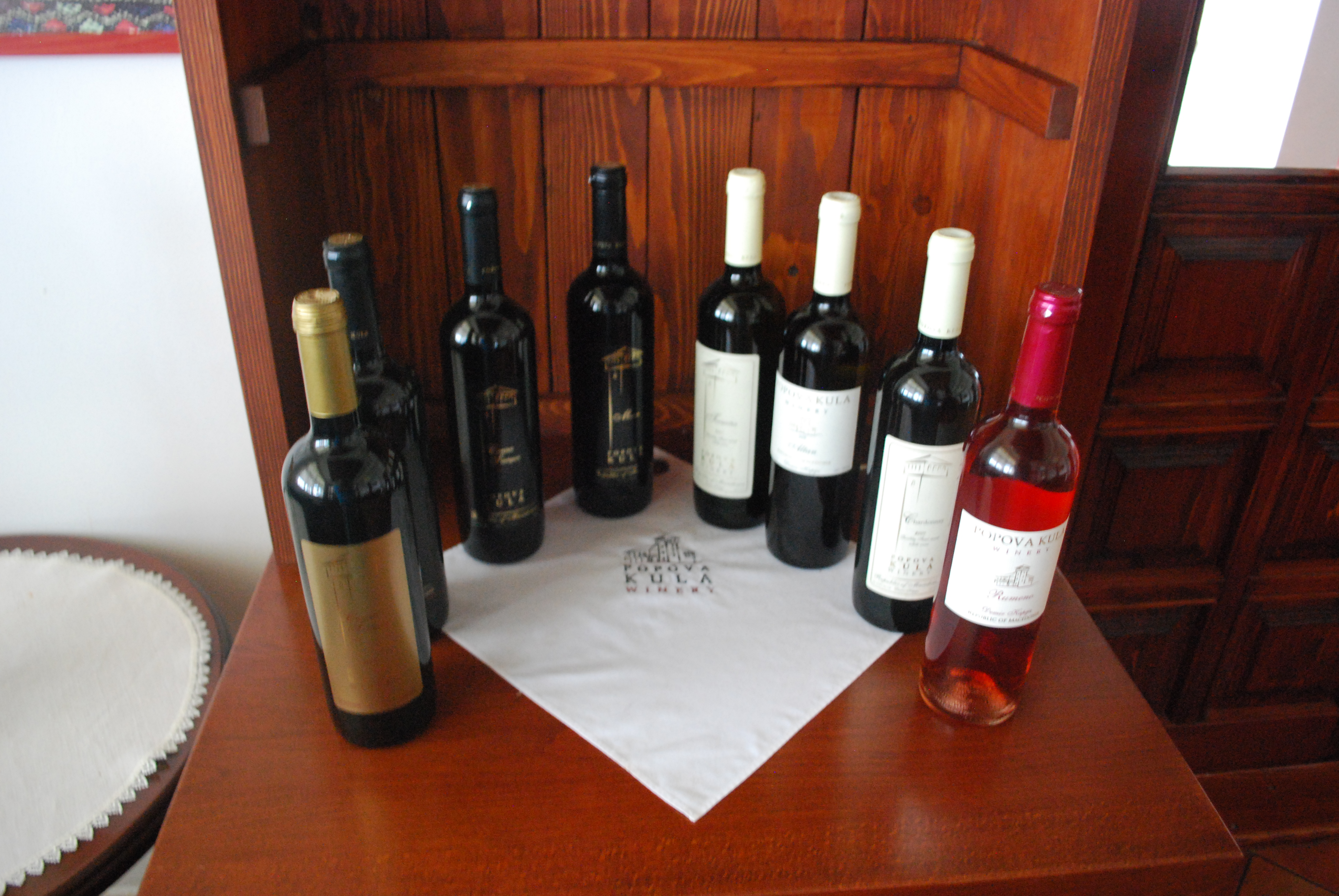
Vin macédonien dans une cave de Demir Kapija.

### Sports
La Macédoine du Nord, grâce à ses nombreux lacs et cours d'eau, peut proposer aux visiteurs des sports nautiques, comme le rafting et le kayak, surtout pratiqués sur le lac Matka, situé près de Skopje. Le pays possède aussi plusieurs stations de ski en plein développement, comme celles du Kožuf et de Popova Šapka. La petite ville de Kruševo, située en altitude, possède des infrastructures qui permettent de combiner les sports d'hiver et les sports d'été comme le VTT et le parapente.

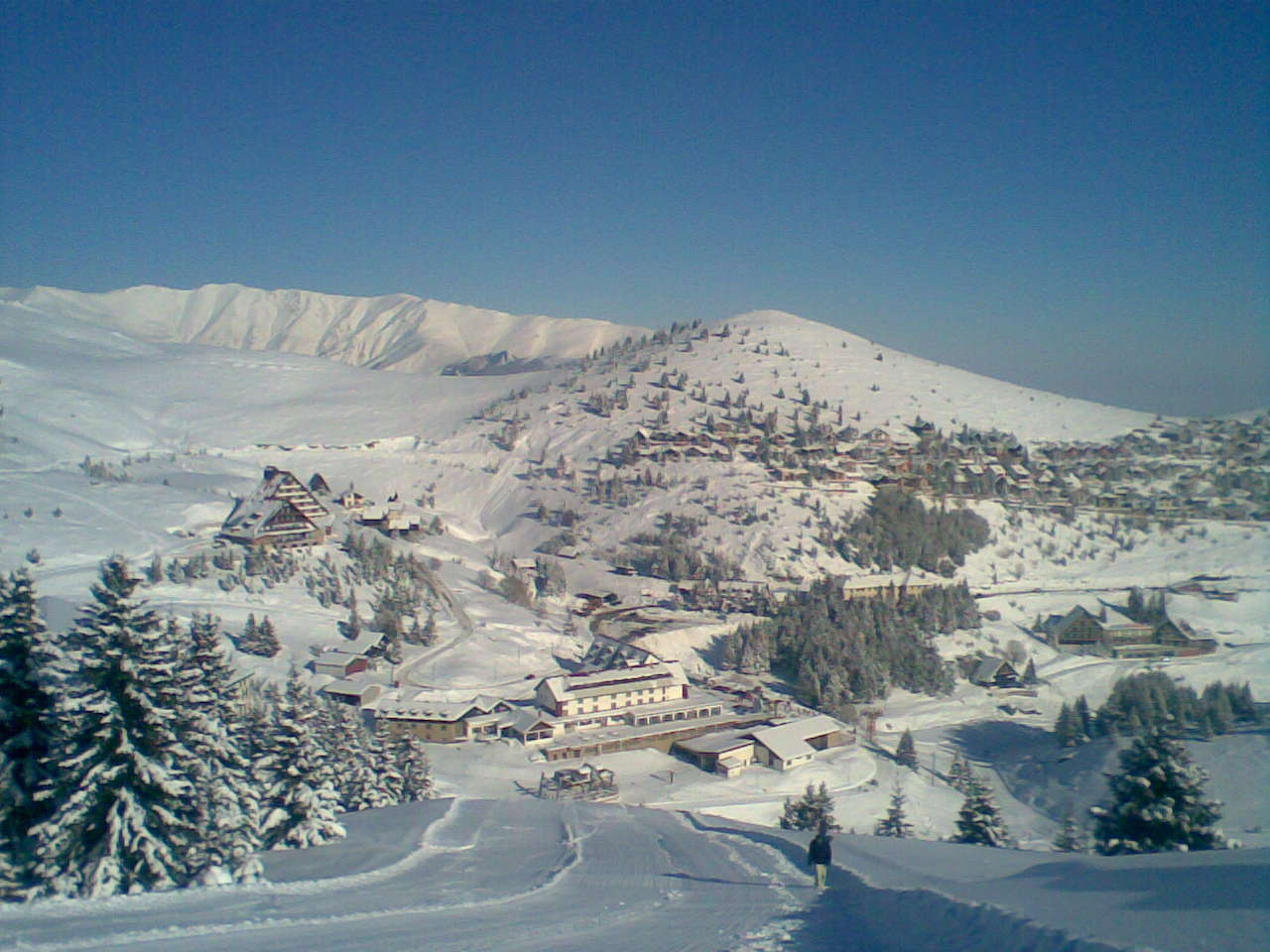
la station de ski de Popova Šapka.
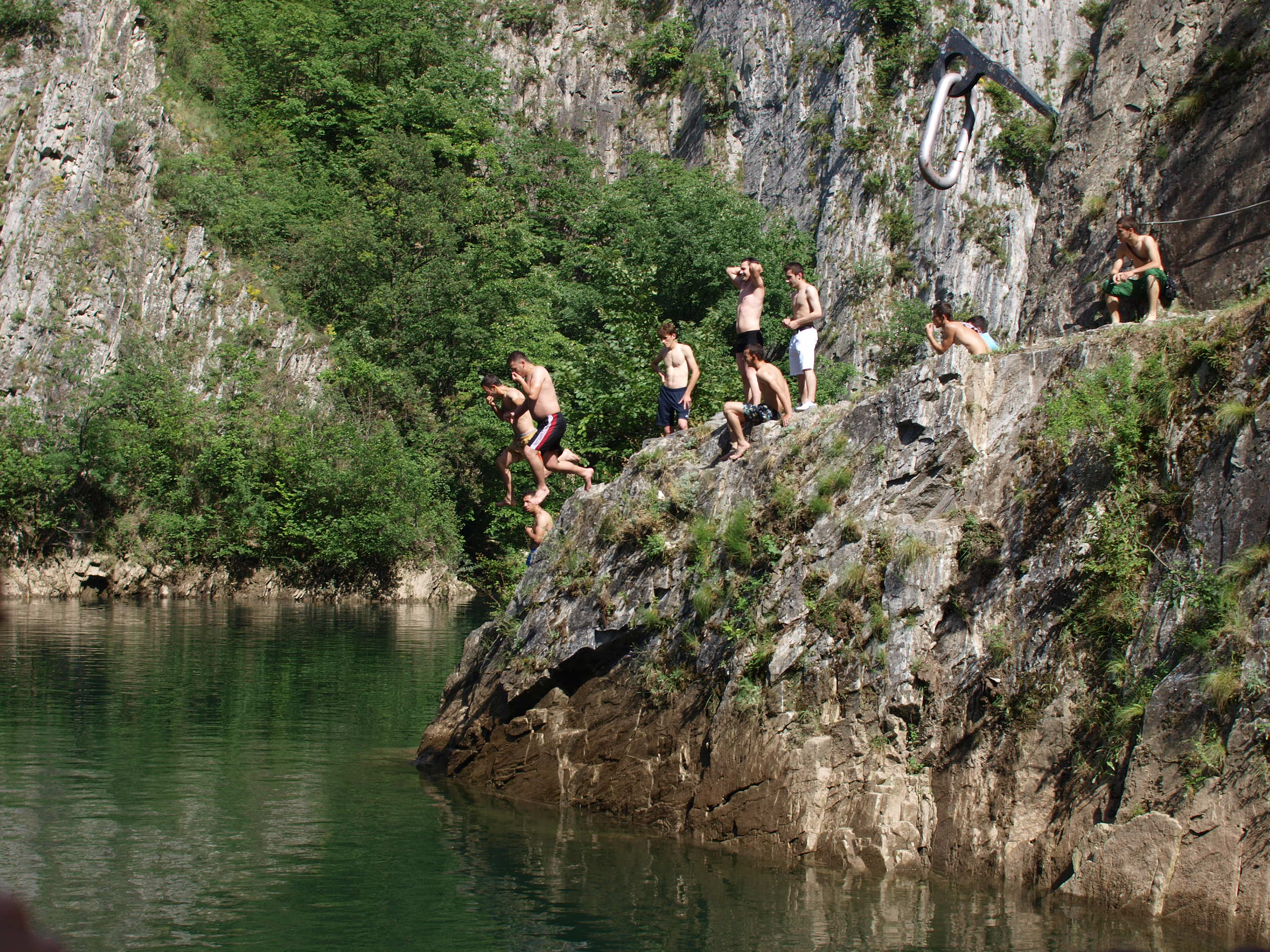
Plongeurs au lac Matka.
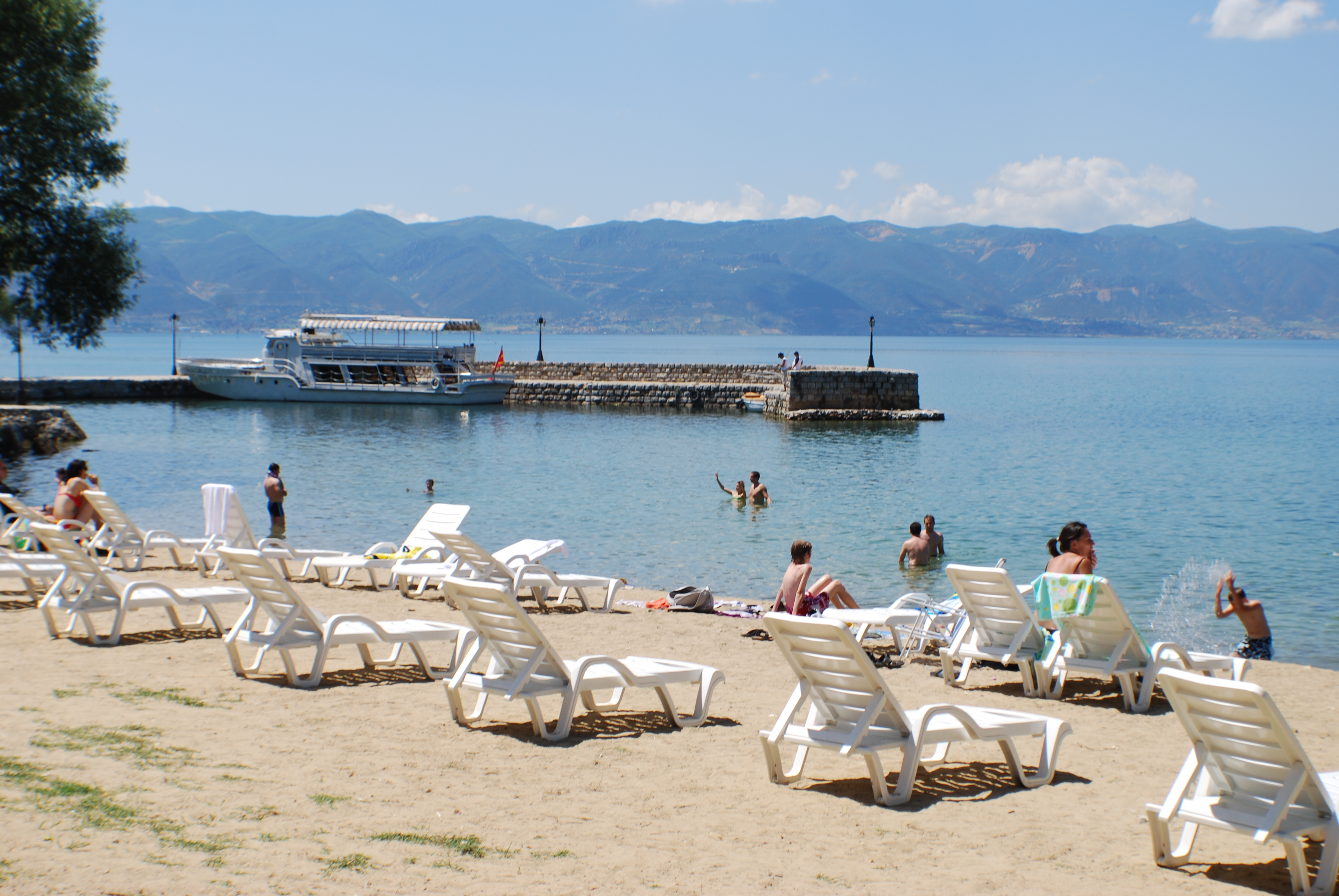
Plage sur le lac d'Ohrid.
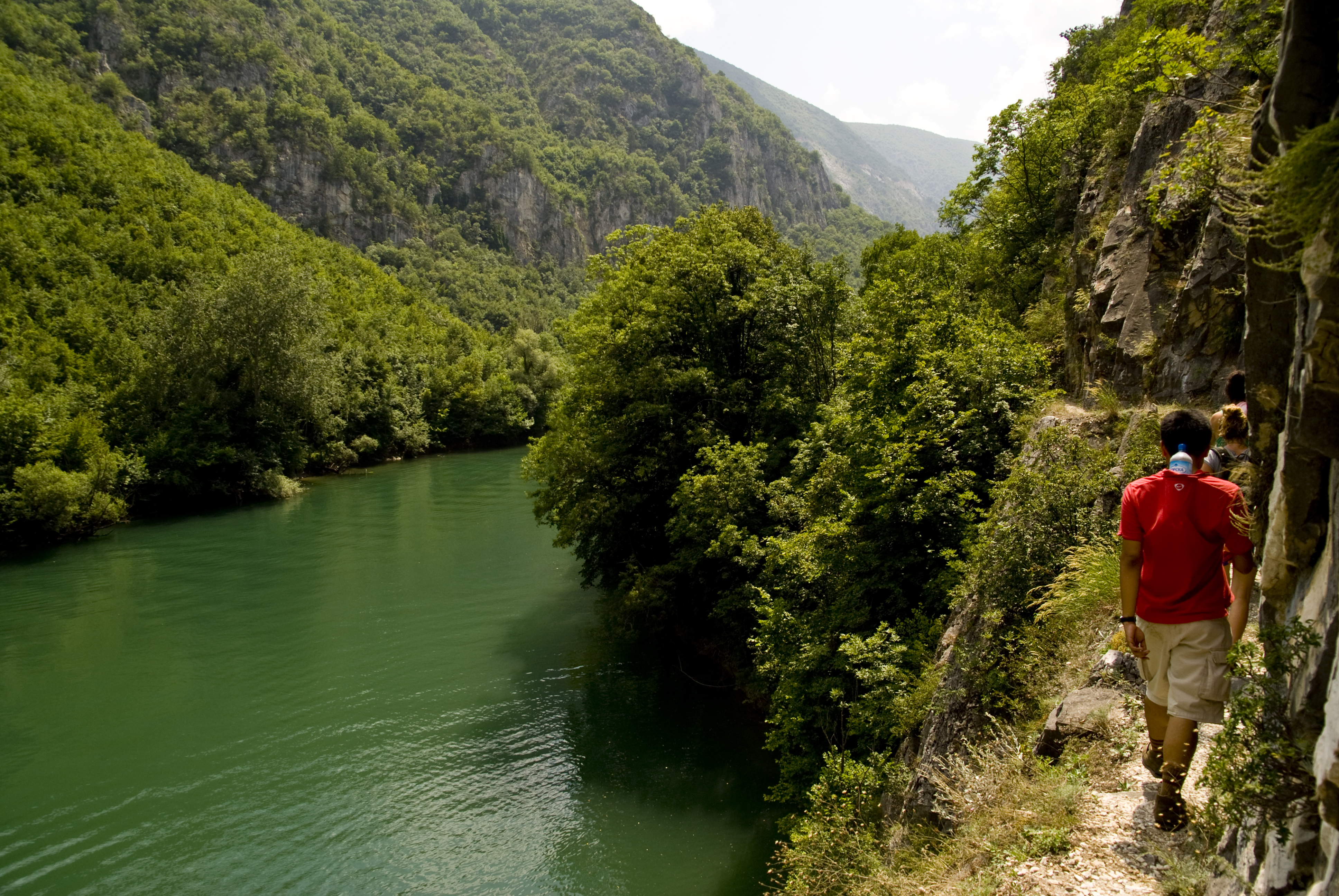
Randonnée le long de la Treska.

### Tourisme religieux
Le tourisme religieux est surtout axé sur les nombreux monastères macédoniens, typiques de l'architecture byzantine et riches en fresques, comme ceux de Zrze, Treskavec, Lesnovo, Polog, Osogovo et celui de Saint-Jean Bigorski. Certains lieux de culte sont également des destinations touristiques importantes, comme l'église Saint-Panteleimon de Nerezi, l'église de Staro Nagoričane et les mosquées ottomanes qui se trouvent dans des villes comme Skopje et Bitola.

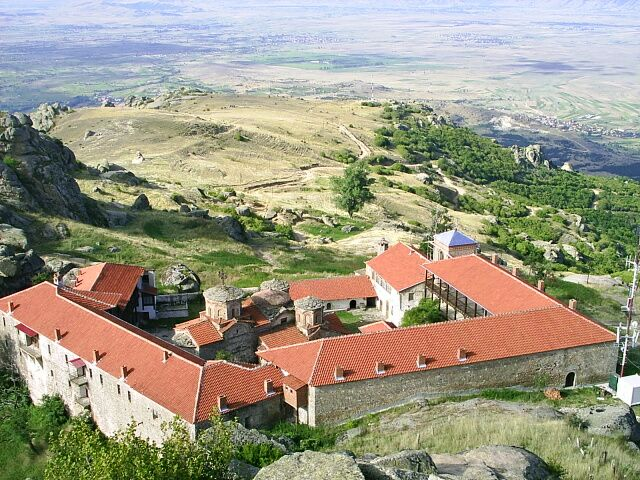
Les toits du monastère de Treskavec.
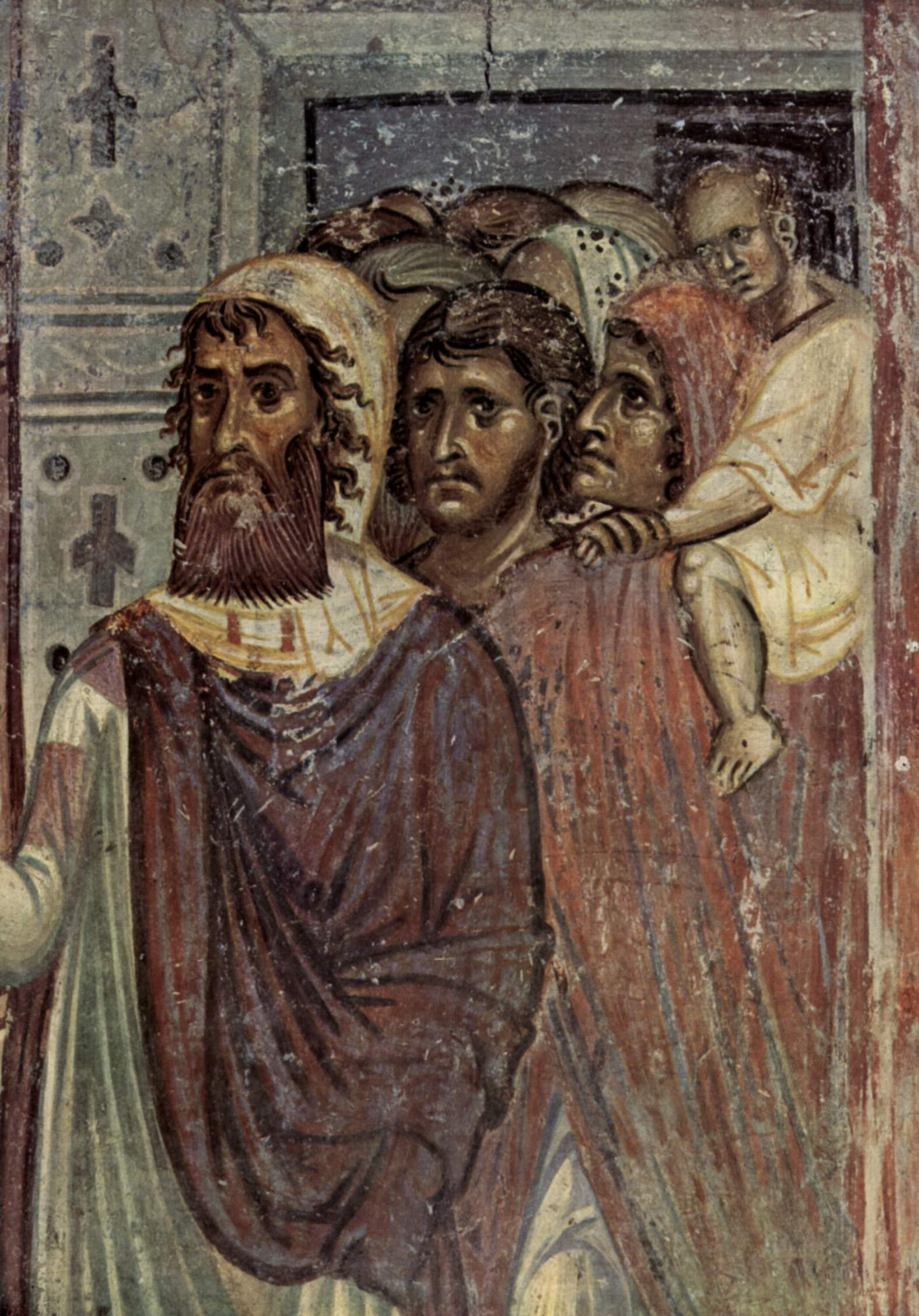
Fresque de l'église Saint-Panteleimon de Nerezi.
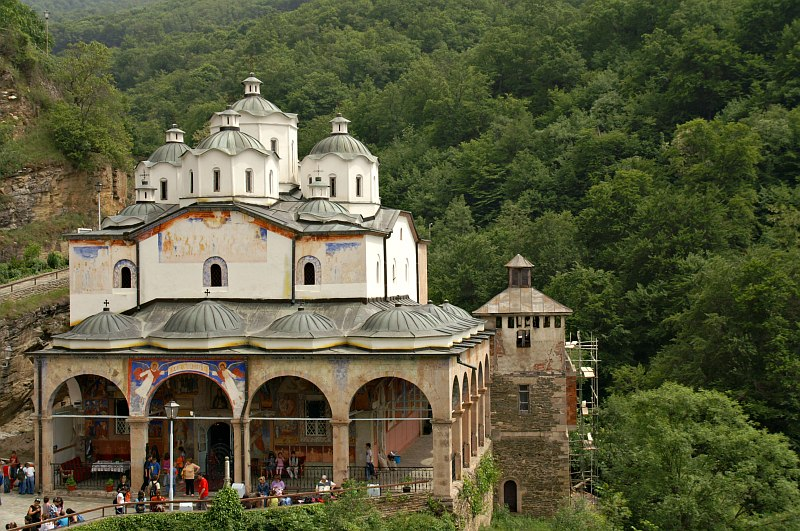
Le monastère d'Osogovo.
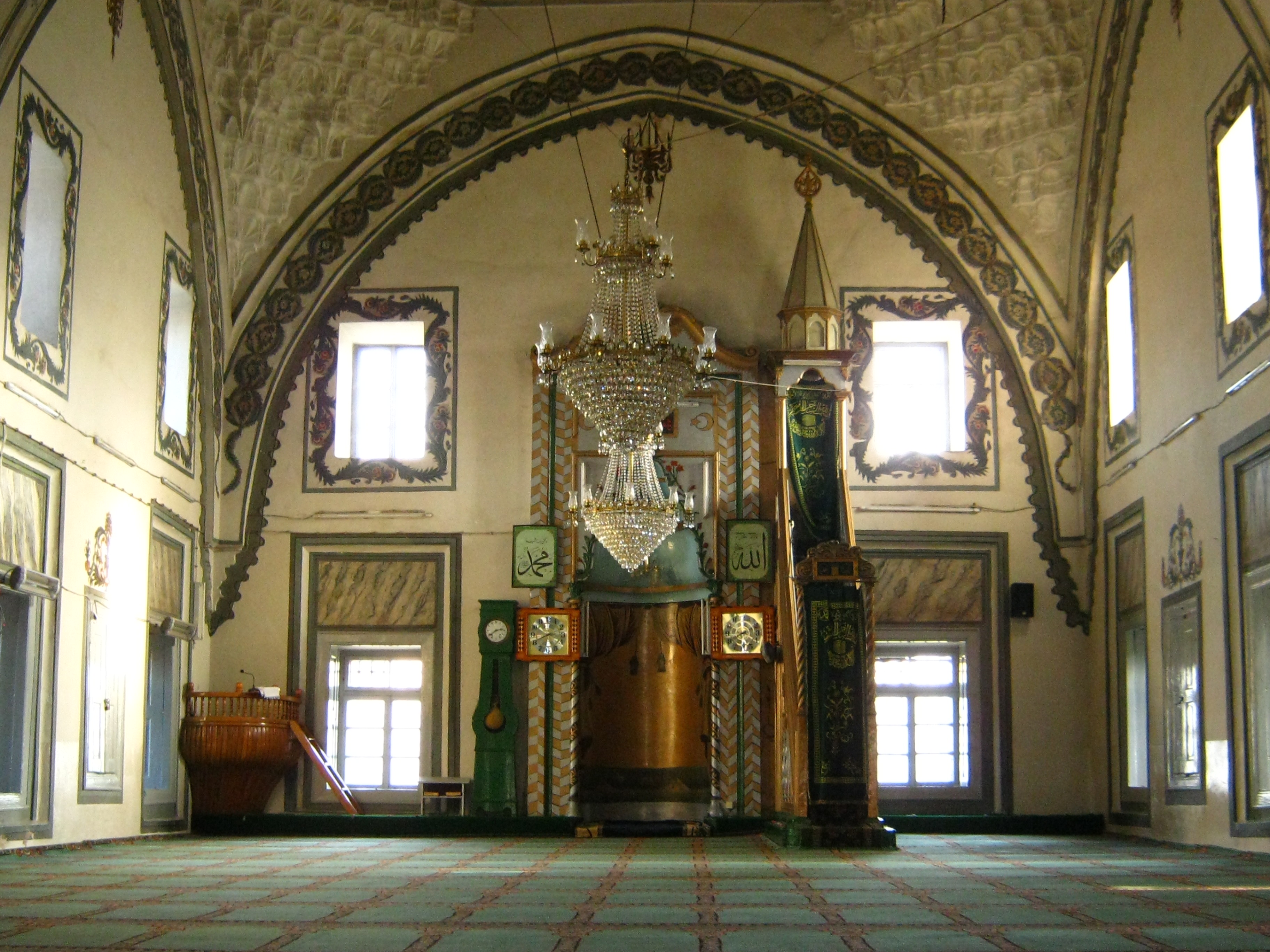
Intérieur de la mosquée Isa Bey de Skopje.
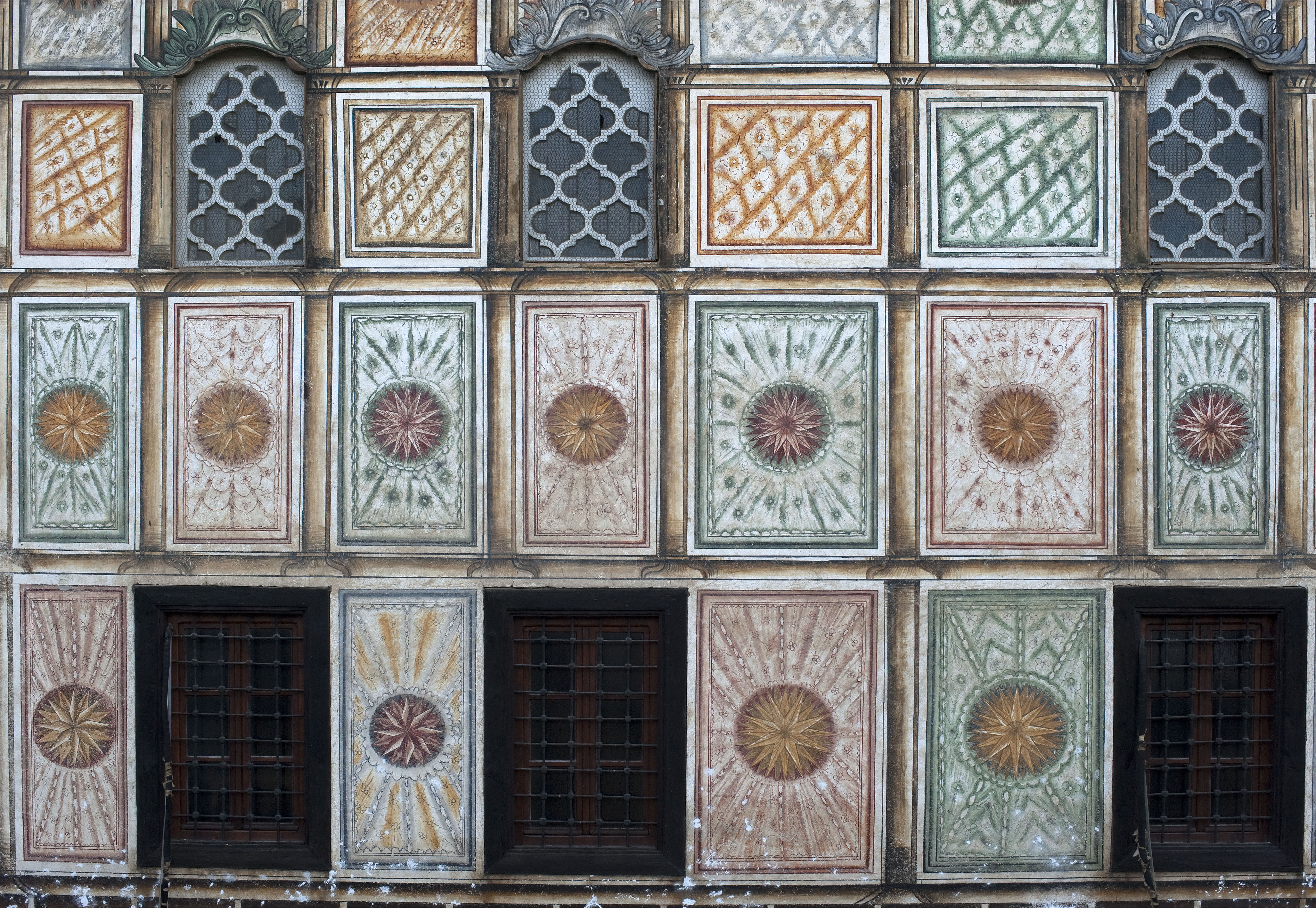
Panneaux de la mosquée peinte de Tetovo.
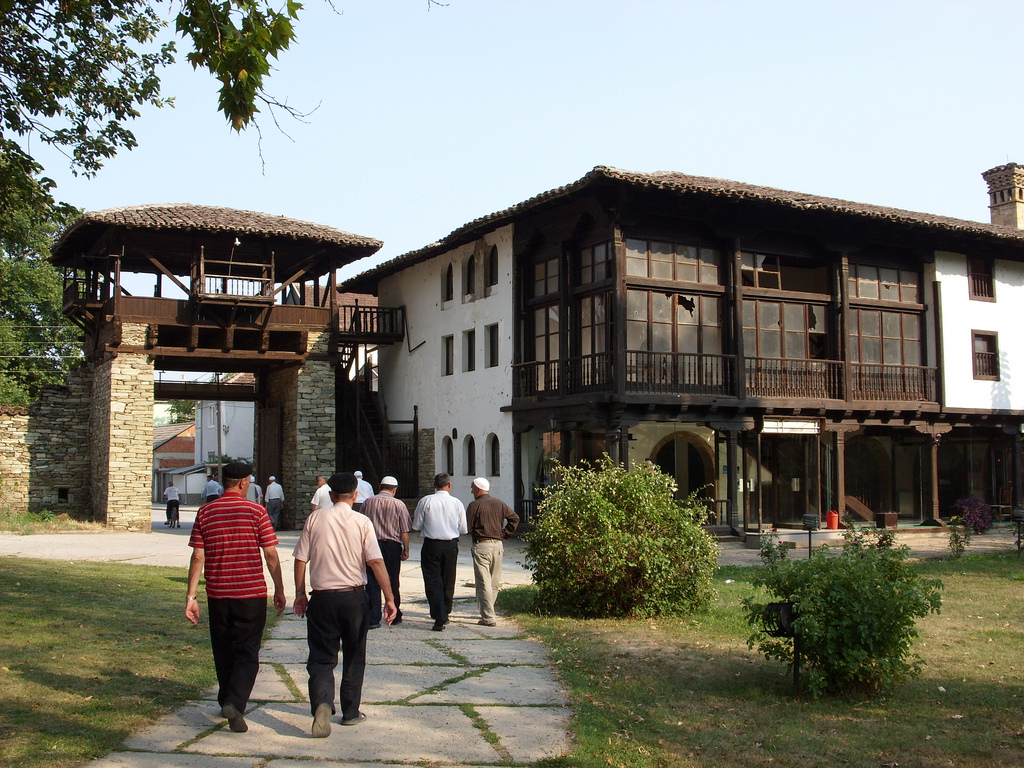
Le tekke Arabati Baba à Tetovo.